# Józef Wróblewski (1879–1920)
Józef Wróblewski (ur. 25 października 1879 w Sarbinowie, zm. 13 lipca 1920) – major piechoty Wojska Polskiego, powstaniec wielkopolski i uczestnik wojny polsko-bolszewickiej.

## Życiorys
Syn Antoniego i Marii z Koralewskich, właścicieli gospodarstwa ogrodniczego. Po ukończeniu seminarium nauczycielskiego pracował w okresie 1910–1914 jako kierownik Szkoły Powszechnej w Radomierzu.
Po wybuchu I wojny światowej został zmobilizowany do armii niemieckiej. W maju 1915 r. ukończył 4-tygodniowy kurs na zastępcę oficera i został wysłany na front zachodni, gdzie po kolejnym kursie trafił do 77 Pułku Grenadierów Obrony Narodowej walczącego we Flandrii. 5 kwietnia 1917 r. awansowany został na stopień podporucznika i przeniesiony do jednostki walczącej w Alzacji, gdzie dowodził najpierw kompanią ciężkich karabinów maszynowych, a później piechoty. 27 października 1918 r. został ranny w rękę, trafił do lazaretu i na front już nie wrócił.
Po powrocie w rodzinne strony włączył się do Powstania Wielkopolskiego. 6 stycznia 1919 r. mianowany został dowódcą kompanii przemęckiej, a 6 marca – dowódcą II batalionu 6 Pułku Strzelców Wielkopolskich (późniejszy 60 Pułk Piechoty Wielkopolskiej).
Jako porucznik Wojska Polskiego brał udział w wojnie polsko-bolszewickiej. Dowodzony przez niego batalion wsławił się m.in. wzięciem do niewoli bolszewickiego pułku kawalerii pod Berezyną. W czasie odwrotu zachorował na czerwonkę. Mimo nalegań kolegów i lekarza nie opuścił batalionu. Nie mogąc utrzymać się na nogach dowodził batalionem z wozu i zmarł 13 lipca 1920 r. w wieku 41 lat. Pochowany we wsi Zagórze nad Niemnem.
21 lipca 1920 został ogłoszony w Dzienniku Personalnym M.S.Wojsk. dekret Naczelnego Wodza z dnia 15 lipca 1920, o zatwierdzeniu z dniem 1 kwietnia 1920 Józefa Wróblewskiego w stopniu majora, „w piechocie, w grupie byłej armii niemieckiej”. Rodziny nie założył.

## Ordery i odznaczenia
- Krzyż Srebrny Orderu Wojskowego Virtuti Militari – pośmiertnie 13 maja 1921[1]
- Krzyż Niepodległości – pośmiertnie 9 listopada 1932 „za pracę w dziele odzyskania niepodległości”[2]